# Шашков, Анатолий Алексеевич
Анатолий Алексеевич Шашков (2 августа 1924, Шилово, Алтайская губерния — 12 февраля 2015, Выборг, Ленинградская область) — главный архитектор Североморска, автор Генерального плана города, подполковник, член Союза архитекторов СССР (1956), почётный гражданин Североморска (1976).

## Биография
Родился 2 августа 1924 г. в селе Шилово (ныне — в Калманском районе Алтайского края). В 1932 году семья переехала в Барнаул.
С 18 ноября 1941 г. по 18 сентября 1944 работал на Барнаульском станкостроительном заводе слесарем-станочником.
В 1950 году окончил архитектурный факультет Ленинградского инженерно-строительного института.
В 1951 году приехал в Мурманскую область и поступил на работу в проектную организацию Северного флота. Став главным архитектором Военморпроекта, руководил разработкой Генплана столицы Краснознамённого Северного флота.
В 1976 году Анатолию Алексеевичу Шашкову присвоено звание «Почетный гражданин Североморска» — за личный творческий вклад в создание Генплана и его реализацию (решение Североморского городского Совета депутатов трудящихся Мурманской области № 329-14 от 22 июля 1976 г.)

В 1980 году уволился в запас и переехал в г. Севастополь.
С 2009 года жил в г. Выборге Ленинградской области. Умер 12 февраля 2015 года, похоронен на кладбище в Верхне-Черкасово Выборгского района.

### Семья
Отец — Алексей Сергеевич Шашков (1903, с. Шилово — 1985, Барнаул); мать — Анастасия Герасимовна Шашкова (1905, с. Шилово — 1989, Барнаул).
Жена — Тамара Николаевна Шашкова (1926—2008). Дети:
- Александр (р. 1950)
- Алексей (р. 1962).

Брат — Иван Алексеевич Шашков (р. 21 мая 1927, с. Шилово).
Сестры — Антонина (р. 1936, Барнаул), Галина (р. 1938, Барнаул).
Публикации
Автор статей и очерков по проблемам строительства и архитектуры в журнале «Морской сборник», газетах «Правда», «Красная звезда», «Литературная Россия», «На страже Заполярья», «Полярная правда» «Североморская правда».
Основные статьи вошли в сборник "Североморск в воспоминаниях архитекторов, строителей, старожилов: сборник / МУК Севером. централиз. библ. система, Информ.-библиограф. отд.; [сост. О. А. Авраменко]. — Североморск, 2008. — 92 с. ББК 63.3 (2Рос — 4 Му)6 http://sevcbs.ru/joomla/images/stories/kraeved-mat/severvosp.pdf
«Проектируем Североморск»/ А. Шашков // Североморские вести. — 2001- 21, 28 сент. 12 окт.
«Так рождался Североморск» / А. Шашков // Североморские вести. — 1976. — 15, 17, 20, 24 июля.
«Североморск наш, флотская столица»/А. Шашков// Строитель — 1976 — 24 июля

## Основные творческие работы
В г. Североморске (1951—1979 г.г.): проекты жилых и общественных зданий, торговых и бытовых предприятий, стадиона, спортзалов, школ, детских садов, медицинских учреждений, улиц, площадей, кварталов, микрорайонов. Им спроектированы улицы Сафонова, Северная Застава, Адмирала Сизова, Адмирала Головко. Автор многих осуществленных проектов в Полярном, Мурманске и др. городах и поселках Кольского полуострова, базах Северного Флота.
Памятник артиллеристам 221-й батареи (1961 год), памятник героям — защитникам Заполярья, известный как «Алёша» (1973 год), памятник-катер «ТКА — 12», Обелиск на воинском кладбище «Воинам, павшим в боях за свободу и независимость нашей Родины», памятный знак «Ракета» в честь 25-летия г. Североморска. Многие работы выполнены совместно с супругой Тамарой Николаевной Шашковой, которая все годы жизни в Североморске также работала в Военморпроекте в должности архитектора.
«Улицы Сафонова, Головко, Сизова, Северная Застава… Если бы не талант и упорство Шашкова, не было бы ни „Алеши“, ни 12-этажных ворот в город на Приморской площади, ни трибун у залива, ни двухуровневой изостудии Северного флота, ни городского парка», — пишет газета «Североморские вести».
В г. Мурманске (1954—1969 г.г.): проекты ряда зданий на улицах Нахимова, Флотской, Сафонова, контрольно-пропускного пункта на автостраде Мурманск — Североморск;

## Общественная деятельность
Был членом правления Мурманской организации Союза архитекторов СССР, членом Североморской организации общества охраны памятников истории и культуры, членом флотской изостудии, Североморского клуба любителей книги, выступал с лекциями и беседами на боевых кораблях, в воинских частях, клубах и школах.

## Память
В Североморске на фасаде дома № 2 на улице Кирова, в котором жил архитектор, в память о нем в апреле 2016 года установлена мемориальная доска.